# MetaMask
MetaMask（小狐狸），是用于与以太坊区块链进行交互的软件加密货币钱包。它可以通过浏览器扩展程序或移动应用程序让用户访问其以太坊钱包，与去中心化应用进行交互。
MetaMask 由ConsenSys Software Inc.开发运营，主要专注于以太坊为基础的工具及基础设施。
其自带货币为以太坊及其以太坊姊妹链。你可以拥有高度自由的自定义空间。

## 概述
MetaMask 允许用户存储及管理账号私钥，广播交易，发送和接收基于Ethereum的加密货币和代币，并通过兼容的内置浏览器安全地连接到去中心化应用。开发人员通过使用JavaScript插件（如Web3js或Ethers）来定义 MetaMask 如何和智能合约之间互动，实现MetaMask和去中心化应用之间的连接。
MetaMask 应用集成了多个去中心化交易所(DEXs)的以太坊代币交易，以提供最佳交易价格。这个功能被包装为MetaMask Swaps，收取交易金额的0.875%作为服务费。
彭博社报道，截止至2021年11月，MetaMask 的浏览器插件拥有超过2100万月活跃用户。

## 历史
MetaMask 由 ConsenSys 创建于 2016年。
2019年之前，MetaMask 只作为谷歌浏览器和火狐浏览器的插件提供。由于 MetaMask 在加密货币用户群体中大受欢迎，以及几年来缺少官方移动应用程序，冒充 MetaMask 的恶意软件成为谷歌 Chrome Web Store 和 Google Play 平台的监管问题。有一次 Google Play 无意中删除了 MetaMask 的官方 Beta 版本应用程序，一周后于2020年1月1日决定给予恢复上线。
从2019年开始，MetaMask开始发布移动应用进行封闭测试，随后在2020年9月正式公开发布了iOS和安卓版本。
2020年10月期间，内置的DEX聚合服务 MetaMask Swaps 被添加到插件中，2021年3月，该产品在移动端上线。

## 批评
虽然MetaMask和其他专注于Web3的应用程序是为了分散对个人数据的控制并增加用户隐私，但有批评指出，MetaMask的插件可能有基础缺陷会将可识别信息泄露给数据收集网络和网络跟踪器。